# Ахметов, Асян Файзулович
Асян Файзулович Ахметов (1892, Исяново, Оренбургская губерния — 1942) — советский политический деятель, депутат Верховного Совета СССР 1-го созыва (1938—1942).

## Биография
Родился в 1892 году в селе Исяново (ныне — в Баймакском районе Башкортостана).
Участник Первой мировой и Гражданской войн.
Строитель, участник восстановления Тубинского рудника и Баймакского медьзавода в Башкирской АССР.
Зачинатель стахановского движения на предприятиях цветной металлургии СССР.
Умер в 1942 году.

### Политическая деятельность
Делегат VIII Чрезвычайного съезда Советов (1935).
Был избран депутатом Верховного Совета СССР 1-го созыва от Башкирской АССР в Совет Национальностей в результате выборов 12 декабря 1937 года.
Делегат XVIII съезда ВКП(б) (1939, с совещательным голосом).

## Награды
- орден «Знак Почёта»
- знак «Почётный металлург СССР»[1].